# Ehebrock
Ehebrock (niederdeutsch Ehbrook) ist ein Ortsteil der Gemeinde Breddorf im niedersächsischen Landkreis Rotenburg (Wümme).

## Geographie
Der Ort liegt in der Zevener Geest einen Kilometer östlich von Breddorf.

## Geschichte
Im Jahr 1848 verfügte Ehebrock über drei Wohngebäude mit 14 Einwohnern und bildete mit Hanstedt einen Gemeindeverband. Zu jener Zeit gehörte der Ort zur Börde Rhade im Amt Zeven. Im Jahr 1871 war Ehebrock bereits Teil der Landgemeinde Hanstedt und verfügte über zwei Wohngebäude mit sieben Einwohnern.